# Corps des ingénieurs de la statistique, de l'économie et de la donnée
Le corps des ingénieurs de la statistique, de l'économie et de la donnée est un corps d'encadrement supérieur de l'État à caractère technique et à vocation interministérielle. Ce corps fait partie des grands corps techniques de l'État, régis par le décret n° 2025-822 du 12 août 2025.

## Historique
Ce corps est issu de la fusion de deux corps de catégorie A+ : le corps des administrateurs de l'INSEE et le corps des inspecteurs généraux de l'INSEE. La fusion a été établie en août 2025 dans le cadre de la réforme de la haute fonction publique et de l'alignement des grilles des grands corps techniques sur les administrateurs de l'État.